# Железинка
Желе́зинка (каз. Железинка) — село, центр Железинського району Павлодарської області Казахстану. Адміністративний центр Железинського сільського округу.
Населення — 5438 осіб (2021; 5190 у 2009, 5956 у 1999, 6516 у 1989).
Національний склад станом на 1989 рік:
- росіяни — 51 %;
- казахи — 28 %.